# AEC Militant
AEC Militant was een serie vrachtwagens geproduceerd door de Engelse vrachtwagenproducent Associated Equipment Company voor de Britse krijgsmacht.

## Beschrijving
AEC had in de jaren vijftig een vrachtwagen voor civiel gebruik ontwikkeld. Voor het Britse leger werd een militaire variant ontworpen met een laadvermogen van 10 ton, de Militant Mark I. De productie werd gedaan in de AEC fabriek in Southall.

### Mark I
De Mark I had een AEC 6 cilinder dieselmotor, goed voor 150 pk. De versnellingsbak telde vijf versnellingen vooruit en één achteruit. De Militant was beschikbaar met aandrijving op alle wielen (6x6) en op de achterwielen (6x4) alleen. De wielbasis, afhankelijk van de functie, was 3,92 meter, 4,49 meter of 4,89 meter. De laadvloer was vlak en kon worden afgeschermd met een canvas dak. Aan de achterzijde was een lier aangebracht met een capaciteit van 7 ton. De brandstoftank had een capaciteit van 218 liter hetgeen het voertuig een bereik gaf van 483 kilometer op de weg. Het voertuig is in gebruik geweest als artillerietrekker, kiepwagen, kraanwagen, vrachtwagen algemeen gebruik en brandstoftankwagen. De Mark I werd aan het begin van de jaren 80 vervangen door de Bedford TM vrachtwagen.

### Mark II
AEC had een Mark II variant ontworpen in 1962. Deze Mark II had een andere bestuurderscabine en zwaardere dieselmotor, de AV690. Dit voertuig is nooit in productie genomen.

### Mark III
Medio jaren 60 begon AEC met een verbeterde versie, de Mark III. De bestuurderscabine werd gemoderniseerd en een zwaardere motor toegepast. De AEC AV 760 dieselmotor had een cilinderinhoud van 12,5 liter en leverde een vermogen van 226 pk. De nieuwe versnellingsbak telde zes versnellingen vooruit. Er was alleen een versie met aandrijving op alle wielen (6x6); wel was er een lange en korte wielbasis variant. Het voertuig had ook een vlakke laadvloer van 6,2 meter lang en 2,3 meter breed. De Mark III was ook uitgerust met een lier van 7 ton. De Mark III is vooral als vrachtwagen voor algemeen gebruik ingezet door het Britse leger in Duitsland. Deze versie werd ook begin jaren 80 vervangen door de nieuwe Bedford.

### Bergingvoertuig op basis van de Mark III
De AEC Mark III bergingsvoertuig werd medio jaren 60 ontwikkeld om de Scammell Explorer te vervangen. Het chassis, motor en cabine waren van AEC; de bergingsapparatuur kwam van Thornycroft en de kraan van Coles Cranes. Het kon voertuigen met een gewicht tot 10 ton bergen. Het was een middelzwaar bergingsvoertuig; voor lichtere bergingswerkzaamheden was er de Bedford RL en de Leyland Martian voor de zwaardere klussen. De kraan kon tot 5,5 meter worden uitgeschoven en in de uiterste positie 2,6 ton tillen. De capaciteit van de lier kon worden verdubbeld tot 30 ton bij het gebruik van hydraulische grondankers. In 1967 plaatste het Britse leger een order voor 200 exemplaren. De eerste voertuigen werden in 1970 geleverd en de laatste medio 1971. In de tweede helft van de jaren 80 werd de AEC uitdienstgesteld en vervangen door een bergingsvoertuig van de autofabrikant Foden.
Overzichtstabel met AEC Militant data:
| Omschrijving           | Mark I           | Mark III   | Bergingsvoertuig |
| ---------------------- | ---------------- | ---------- | ---------------- |
| Bemanning              | 1+1              | 1+1        | 3 à 4            |
| Gewicht (ton)          | 11               | 12         | 21               |
| Lengte (meter)         | 9,1              | 9,1        | 8,2              |
| Breedte (meter)        | 2,5              | 2,5        | 2,5              |
| Hoogte (meter)         | 3,6              | 3,5        | 3,1              |
| Motortype              | AEC 6 cil diesel | AEV AV 760 | AEC AV 760       |
| Cilinderinhoud (liter) | 11,3             | 12,5       | 12,5             |
| Vermogen (pk)          | 150              | 226        | 226              |

## Naslagwerk
- (en)  Encyclopedia of the Modern British Army, auteur Terry Gander, 1980, ISBN 0 85059 435 9, blz 225-241